# Електрометалургійний завод у Джизані
Електрометалургійний завод у Джизані – підприємство чорної металургії Саудівської Аравії, яке діє на південному заході країни у індустріальній зоні Джизан.
Завод почав роботу в 2013 році. До його основного обладнання відносяться:
- електродугова піч ємністю 150 тон, яка дозволяє продукувати 1 млн тон сталі на рік. Піч розрахована на споживання 80% заліза прямого відновлення та 20% брухту, проте може також працювати із завантаженням у 100% заліза прямого відновлення;
- піч-ківш;
- машина безперервного виливу сортової заготовки річною потужністю 1 млн тон;
- прокатний стан, розрахований на випуск 500 тисяч тон будівельної арматури на рік.
Проект реалізували через South Steel Company, власниками більшості акцій якої є великі інвестори з країн регіону Арабської затоки – Saudi Pan Kingdom for Trading Industry and Contracting (50%), Industries Qatar QPSC (31%) та Dubai Investments PJSC (10%). В подальшому South Steel перейменували на Solb Steel.